# ミヤコ (お笑い芸人)
ミヤコ（1958年〈昭和33年〉9月20日 - 1996年〈平成8年〉6月19日）は、日本の元お笑い芸人。シルクと共に漫才コンビ「非常階段」として活動していた。

## 経歴
大阪府大阪市出身。1984年（昭和59年）、幼馴染のシルクと共に漫才コンビ「非常階段」を結成し、吉本興業に所属。共に高学歴と言う異色の経歴から、注目を受けた。後に吉本ではオリエンタルラジオ・ロザン・田畑藤本などが高学歴芸人として登場してきたが、同時期にブレイクした清水圭・和泉修ともどもその元祖と言うべき存在である。
1985年（昭和60年）1月に初舞台を踏みデビュー。同期に今田耕司・130R・桂茶がま・きびのだんご・太平かつみらがいた（他事務所所属タレントとしては、ウッチャンナンチャン・ダチョウ倶楽部・中山秀征・出川哲朗らが同期）。同年の新人賞などを総なめにした。
1996年（平成8年）6月19日、肺癌による心不全のため死去。37歳没。癌が発見されたきっかけは、1995年（平成7年）12月にテレビ番組のリポートで人間ドックを受けたことであり、その後、闘病に専念するも助からず、半年後に短い生涯を終えた。このことは死去から25年が経過した2021年にシルクが自身のブログで明かしている。突然の死にシルクはショックを隠しきれず、告別式で号泣。シルクは真の病状を一切知らされていなかったためである。また、ミヤコについてシルクは「ベジタリアンでありタバコも吸わなかった」と同ブログで明かした。
シルクはミヤコの死に伴い漫才は廃業したが、吉本との契約は継続しラジオパーソナリティや翻訳などを生業として奮闘、独自のポジションを築いた。その後、自慢の“セクシーダンス”で再ブレイクし、さらに“浪速の美容番長”の愛称で全国区進出を果たした。

## 人物
相方のシルクは小学校から大学、就職先に至るまで全く同じ経歴であり、唯一の違いとしては、共に大阪外国語大学（現在の大阪大学外国語学部）出身ではあるが、シルクは英語科、ミヤコはイスパニア語科である。
人柄が良く姉御肌な性格の持ち主で、OL時代、漫才師時代ともに、後輩たちからは「姉さん」と慕われていた。また、デビュー当時はアコムに勤めていた。